# Jacinter Shikanda
Jacinter Shikanda (* 14. Juli 1986 in Lugari) ist eine kenianische Sprinterin, die sich auf die 400-Meter-Distanz spezialisiert hat.

## Sportliche Laufbahn
Erste Erfahrungen bei internationalen Meisterschaften sammelte Jacinter Shikanda im Jahr 2014, als sie bei den Commonwealth Games in Glasgow mit 54,81 s in der ersten Runde im 400-Meter-Lauf ausschied und mit der kenianischen 4-mal-400-Meter-Staffel mit 3:37,45 min den Finaleinzug verpasste. Anschließend kam sie auch bei den Afrikameisterschaften in Marrakesch mit 54,25 s nicht über die Vorrunde über 400 Meter hinaus, gewann aber mit der Staffel in 3:32,26 min gemeinsam mit Francisca Koki Manunga, Janeth Jepkosgei Busienei und Maureen Jelagat Maiyo die Silbermedaille hinter dem nigerianischen Team. Zudem belegte sie in der 4-mal-100-Meter-Staffel in 46,06 s den vierten Platz. Im Jahr darauf wurde sie bei den Weltmeisterschaften in Peking in der ersten Runde disqualifiziert und 2016 gewann sie bei den Afrikameisterschaften in Durban in 3:30,21 min gemeinsam mit Maureen Jelagat Maiyo, Maureen Nyatichi Thomas und Margaret Nyairera Wambui die Bronzemedaille mit der 4-mal-400-Meter-Staffel hinter den Teams aus Südafrika und Nigeria. Bei den IAAF World Relays 2017 in Nassau wurde sie in 3:40,98 min Vierte im B-Finale der 4-mal-400-Meter-Staffel und belegte in der Mixed-Staffel in 3:23,79 min den sechsten Platz. 2022 erreichte sie bei den Afrikameisterschaften in Port Louis das Halbfinale über 400 Meter, in dem sie mit 56,78 s ausschied. Zudem gewann sie mit der Frauenstaffel in 3:35,55 min gemeinsam mit Veronica Mutua, Hellen Syombua und Joan Cherono die Silbermedaille hinter dem südafrikanischen Team.

## Persönliche Bestleistungen
- 400 Meter: 52,29 s, 1. August 2015 in Nairobi